# Fredrikstad stadion
Fredrikstad stadion är en fotbollsanläggning i Fredrikstad i Norge. Den är hemmaplan för förstadivisonslaget Fredrikstad FK. Den ligger i ett område som tidigare var ett stort skeppsvarv (lokalt känt som Værste eller FMV), men som numera är stadens teknologiska centrum, med flera företag och en högskola. Fasaden på stadion är byggd för att replikera verkstadens ursprungliga hallar. Detta gör den arkitektoniskt unik. Arenan byggdes för att ersätta Gamla Fredrikstad Stadion, som ansågs vara en av de äldsta och mest slitna stadion i landet. Den totala kapaciteten är cirka 12 560, alla sittande. Det finns en möjlighet att utöka den ytterligare till cirka 15 000 platser.

## Historik
Arenan har varit värd fem gånger för norska U-landslag under 21, som spelat 0–1 mot Nederländerna den 7 september 2007, 2–1 mot Schweiz den 12 september 2007, 0–0 mot Makedonien den 9 september 2008, 1–3 mot Kroatien den 5 september 2009 och 0–1 mot Serbien den 9 september 2009. I en undersökning 2012 gjord av norska spelarförbundet bland bortalagskaptener rankades Fredrikstad stadion som den sjätte, med en poäng på 4,20 på en skala från ett till fem.

## Konserter
- Elton John uppträdde på Fredrikstad stadion den 22 juni 2007.[4]
- Den norska rapduon Erik og Kriss gjorde en gratiskonsert på stadion den 22 januari 2017.[5]